# 陳原才
陳原才（英語：Chen Yuan-cai；1893年—1977年7月24日；原名：陳啟仲），是天主教中國籍神父，文化大革命期間結婚還俗。中國天主教愛國會自選自聖貴州省貴陽總教區主教。

## 生平
陳原才出生於1893年，在清朝四川省潼南。年幼時就讀於貴陽天主教修院，1927年9月24日，陳原才34歲時在貴陽總修院畢業及晉鐸。同年10月18日，調任六衝關修院任教及監管六衝關教友經堂。1931年後，先後出任綏陽聖堂助理司鐸及仁懷二郎壩聖堂主任司鐸。1946年9月後出任扎佐聖堂主任司鐸。
1949年10月1日，中國共產黨在中國大陸地區建立中華人民共和國，並開始針對天主教進行宗教迫害及打壓，教會已經無法正常功能。1950年6月16日，藍士謙總主教被強迫移交權力後，被捕及被中國政府驅逐出境。陳神父藏匿在扎佐獅子壩小修院內。1951年2月2日，因六衝關修院教員鄧穆神父借調長沙總教區，陳神父出任六衝關修院導師。1952年3月10日，陳神父把修院部分財務，秘密轉移到在清鎮的侄子家中。
其後，陳原才神父積極參加貴陽天主教三自運動和政治運動學習，並加入中國政府控制組織中國天主教友愛國會。1958年6月6日，在中國天主教友愛國會推動下，未經時任教宗庇護十二世准許非法自選自聖陳原才為貴陽總教區正權主教。同月15日，由襄陽教區主教易宣化主禮晉牧。
文化大革命期間，於1966年結婚還俗，但仍掌管著貴州省的教會。1977年7月24日，陳原才死在中國貴州省貴陽聖若瑟主教座堂逝世，享年84歲。火化後，陳原才侄子陳啟光將他葬於綏陽保寧橋墳山。